# Guamiranga
Guamiranga é um município brasileiro do estado do Paraná. Localiza-se na região centro-sul do Paraná. Sua população estimada em 2019 é de 8.739 habitantes.

## Toponímia
Guamiranga é vocábulo indígena que, segundo Silveira Bueno, significa enseada vermelha. Da língua tupi guá: enseada, baía; e piranga: vermelha. Teodoro Sampaio traduz como folha vermelha ou lobo vermelho. De goá: folha ou guará: lobo; e piranga: vermelho.

## História
Foi colonizada em 1860, e o primeiro local de fixação da população foi nos pontos de passagem obrigatórios dos tropeiros. Mais tarde, trinta anos depois, entre 1890 a 1910, chegaram os imigrantes poloneses, italianos e alemães que lá se instalaram e contribuíram para o desenvolvimento do local.
Antes de Guamiranga ser elevada à categoria de município em 1997, recebia a denominação de Monjolinho, depois quando passou a ser distrito de Imbituva sua denominação era Natal e finalmente em 1943 passou a ser chamada de Guamiranga.

## Economia
Por possuir a maior parte da população na área rural, a economia do município é caracterizada principalmente pelo setor agrícola e depois pelo industrial. Destacam-se ainda como opções de fonte de renda da população o artesanato e a vinicultura. O setor agrícola conta com a produção de fumo, soja, feijão e milho. A pecuária conta com a criação de gado, gado leiteiro, suínos e aves. O setor industrial é representado principalmente pelas olarias.

## Turismo
Rica em recursos naturais, em Guamiranga você pode encontrar quedas d’água belíssimas e paisagens exuberantes, como água sulfurosa, localizada na comunidade do Tigre. Sua nascente encontra-se no interior de uma gruta, atrás de uma cachoeira de aproximadamente 10 m de altura. Sua água é caracterizada pelo forte odor de enxofre.
Cachoeira do Sítio Boa Esperança: Ponto de encontro de jovens em finais de semana, a cachoeira que fica localizada próxima a cidade, possui área para banho e uma gruta para contemplação.
Cachoeira em Guamirim: são duas quedas de 22m e 17m, com uma rara beleza, que impressiona os visitantes.
Cachoeira do Moinho: local onde foi construído o primeiro moinho do município de Imbituva do qual Guamiranga fazia parte até o ano de 1997. De acordo com a história relatada pelo morador do local, o moinho foi construído por Antonio Buzato que residia em Curitiba. Atualmente no moinho funciona uma marcenaria onde são confeccionados móveis de maneira artesanal. A arquitetura é colonial e toda original, o que provoca um retorno ao passado.
Cachoeira do Toni: possui aproximadamente 15 m de altura e é um local privilegiado por belas paisagens.
Cachoeira do Mato Queimado: em a mata ainda intocada pelo homem a cachoeira do Mato Queimado possui grande volume de água e é ideal para quem gosta de estar em contato com a natureza.
Salto Barão do Rio Branco: localizada na localidade de Manduri, divisa com Prudentópolis, a cachoeira tem 64m de altura, e por apresentar bom volume de água, nela funciona uma usina hidrelétrica.

### Eventos
- Festa do Agricultor (julho)
- Aniversário do Município (novembro)
- Rodeio (novembro/dezembro – data móvel)
- Festa do Menino Jesus (dezembro)

## Transporte
O município de Guamiranga é servido pela seguinte rodovia:
- BR-373, que passa por seu território, que liga BR-376 (em Ponta Grossa) a BR-277 (via Prudentópolis)[7]